# Fabiano Parisi
Fabiano Parisi (Solofra, 9 november 2000) is een Italiaans voetballer die doorgaans als verdediger speelt. Hij verruilde Empoli in juli 2023 voor Fiorentina.

## Clubcarrière
Parisi speelde in de jeugd van Pro Irpinia en Vigor Perconti en werd in 2017 opgenomen in de jeugdopleiding van Benevento. Dat verhuurde hem in augustus 2018 aan Avellino, dat net was teruggezet van de Serie B naar de Serie D. Zijn ploeggenoten en hij wonnen dat jaar zowel Poule G als de play-offs en promoveerden zo meteen naar de Serie C. Parisi stapte in juli 2019 definitief over naar Avellino. Daarmee haalde hij ook in de Serie C meteen de play-offs. Promotie zat er deze keer niet in. Parisi verruilde Avellino in september 2020 voor Empoli en mocht daardoor zelf toch in de Serie B gaan spelen. Hij groeide na een paar maanden ook hier uit tot basisspeler en werd ook hier in zijn eerste seizoen kampioen. Na een klim van drie divisies in drie jaar tijd, debuteerde Parisi op 28 november 2020 in de Serie A, tegen Vicenza (2–2). Vanaf dat moment moest hij met Empoli vechten tegen degradatie. Dat lukte in zowel 2021/22 als 2022/23. Parisi tekende in juli 2023 vervolgens voor vijf jaar bij Fiorentina.

## Clubstatistieken
| Seizoen | Club       | Competitie | Competitie | Competitie | Beker | Beker | Internationaal | Internationaal | Totaal | Totaal |
| Seizoen | Club       | Competitie | Wed.       | Dlp.       | Wed.  | Dlp.  | Wed.           | Dlp.           | Wed.   | Dlp.   |
| ------- | ---------- | ---------- | ---------- | ---------- | ----- | ----- | -------------- | -------------- | ------ | ------ |
| 2018/19 | Benevento  | Serie B    | —          | —          | —     | —     | —              | —              | 0      | 0      |
| 2018/19 | → Avellino | Serie D    | 36         | 0          | 0     | 0     | —              | —              | 36     | 0      |
| 2019/20 | Avellino   | Serie C    | 28         | 4          | 0     | 0     | —              | —              | 28     | 4      |
| 2020/21 | Empoli     | Serie B    | 20         | 1          | 2     | 0     | —              | —              | 22     | 1      |
| 2021/22 | Empoli     | Serie A    | 25         | 0          | 0     | 0     | —              | —              | 25     | 0      |
| 2022/23 | Empoli     | Serie A    | 33         | 2          | 1     | 0     | —              | —              | 34     | 2      |
| 2023/24 | Fiorentina | Serie A    | 0          | 0          | 0     | 0     | —              | —              | 0      | 0      |
| Totaal  | Totaal     | Totaal     | 142        | 7          | 3     | 0     | 0              | 0              | 145    | 7      |

Bijgewerkt t/m 27 juli 2023.

## Interlandcarrière
Parisi maakte nooit deel uit van Italiaanse nationale jeugdteams tot hij in november 2021 werd opgenomen de selectie van Italië –21. Hiermee kwam hij ruim anderhalf jaar later uit op het EK –21 van 2023.

## Erelijst
| Competitie       |          |          |          |          |          |
| Competitie       | Aantal   | Jaren    |          |          |          |
| Avellino         | Avellino | Avellino | Avellino | Avellino | Avellino |
| ---------------- | -------- | -------- | -------- | -------- | -------- |
| Kampieon Serie D | 1x       | 2018/19  |          |          |          |
| Empoli           |          |          |          |          |          |
| Kampieon Serie B | 1x       | 2020/21  |          |          |          |

1 Terracciano ·
2 Dodô ·
3 Biraghi  ·
4 Bove ·
5 Pongračić ·
6 Ranieri ·
7 Sottil ·
8 Mandragora ·
9 Beltrán ·
10 Guðmundsson ·
11 Ikoné ·
15 Comuzzo ·
17 Zaniolo ·
20 Kean ·
21 Gosens ·
22 Moreno ·
23 Colpani ·
24 Richardson ·
28 Martínez Quarta ·
29 Adli ·
30 Martinelli ·
32 Cataldi ·
33 Kayode ·
43 De Gea ·
53 Christensen ·
65 Parisi ·
99 Kouamé ·
Coach: Palladino
· Assistent-coach: Peluso